# Claude Rolin
Claude Rolin (ur. 26 maja 1957 w Bertrix) – belgijski i waloński działacz związkowy, sekretarz generalny Konfederacji Chrześcijańskich Związków Zawodowych (CSC), poseł do Parlamentu Europejskiego VIII kadencji.

## Życiorys
W młodości porzucił naukę, pracował jako robotnik leśny i budowlany. W późniejszym czasie uzyskał dyplom z nauk społecznych oraz licencjat z zakresu polityki społecznej i gospodarczej w szkołach dla pracujących. Pracował następnie w organizacji chrześcijańskiej młodzieży wiejskiej w Arlon. Przez blisko 30 lat był etatowym działaczem jednej z głównych belgijskich central związkowych CSC. Początkowo działała w prowincji Luksemburg, od 1990 jako sekretarz federalny prowincji. W 1996 został członkiem biura krajowego konfederacji, a rok później jej prezesem w Walonii. W 2006 objął stanowisko sekretarza generalnego Konfederacji Chrześcijańskich Związków Zawodowych. Ustąpił z tej funkcji w 2014 w związku z zaangażowaniem się w działalność polityczną w ramach Centrum Demokratyczno-Humanistycznego, uzyskując z ramienia tej partii w głosowaniu z 25 maja 2014 mandat eurodeputowanego VIII kadencji.